# Hayes (Familienname)
Hayes ist ein Familienname. Zu Herkunft und Bedeutung siehe Haas.

## Namensträger

### A
- Alfred Hayes (Bankmanager) (1910–1989), US-amerikanischer Bankmanager
- Alfred Hayes (Schriftsteller) (1911–1985), englischer Schriftsteller
- Alfred Hayes (Wrestler) (1928–2005), englisch-amerikanischer Wrestler
- Allison Hayes (1930–1977), US-amerikanische Schauspielerin
- Andrea Hayes (* 1969), US-amerikanische Schwimmerin
- Anthony Hayes (* 1977), australischer Schauspieler, Filmregisseur und Drehbuchautor
- Augustus Allen Hayes (1806–1882), amerikanischer Chemiker
- Austin Hayes (1958–1986), irischer Fußballspieler

### B
- Bartlett Harding Hayes (1904–1988), US-amerikanischer Künstler und Pädagoge
- Becki Hayes, US-amerikanische Schauspielerin
- Bernadene Hayes (1903–1987), US-amerikanische Schauspielerin

- Bill Hayes (Autor) (* 1961), US-amerikanischer Journalist und Autor
- Bill Hayes (Baseballspieler) (* 1957), US-amerikanischer Baseballspieler
- Bill Hayes (Fußballspieler) (1915–1987), irischer Fußballspieler
- Bill Hayes (Schauspieler) (1925–2024), US-amerikanischer Schauspieler und Sänger

- Billy Hayes (William Hayes; * 1947), US-amerikanischer Schriftsteller, Schauspieler und Regisseur
- Bob Hayes (1942–2002), US-amerikanischer Leichtathlet und American-Football-Spieler
- Brian Hayes (* 1969), irischer Politiker
- Brittany Hayes (* 1985), US-amerikanische Wasserballspielerin
- Bruce Hayes (* 1963), US-amerikanischer Schwimmer

### C
- Carey Hayes (* 1961), US-amerikanischer Drehbuchautor
- Carlton Joseph Huntley Hayes (1882–1964), US-amerikanischer Historiker, Pädagoge, Diplomat
- Carmelo Hayes (Christian Brigham; * 1994), amerikanischer Wrestler
- Catherine Hayes (1818–1861), irische Sängerin (Sopran)
- Chad Hayes (* 1961), US-amerikanischer Drehbuchautor
- Charles Hayes (1918–1997), US-amerikanischer Politiker
- Chester C. Hayes (1867–1947), US-amerikanischer Maler
- Chris Hayes (Regisseur), britischer Theaterregisseur
- Chris Hayes (Politiker) (* 1955), australischer Politiker
- Chris Hayes (Musiker) (* 1957), amerikanischer Gitarrist
- Chris Hayes (Footballspieler) (* 1972), US-amerikanischer American-Football-Spieler
- Chris Hayes (Journalist) (* 1979), amerikanischer Journalist
- Chuck Hayes (* 1983), US-amerikanischer Basketballspieler
- Clancy Hayes (1908–1972), US-amerikanischer Sänger, Banjospieler und Gitarrist
- Clifford Hayes (~1893–1955), US-amerikanischer Jazzmusiker und Bandleader
- Craig Hayes, US-amerikanischer VFX Supervisor und Artdirector

### D
- Danny Hayes (1946–2004), US-amerikanischer Jazztrompeter
- Darren Hayes (* 1972), australischer Sänger
- Dean Hayes (* 1982), simbabwischer Radrennfahrer
- DeRon Hayes (* 1970), US-amerikanisch-französischer Basketballspieler
- Drew Hayes (1969–2007), US-amerikanischer Comiczeichner

### E
- Earl Hayes († 2014), US-amerikanischer Rapper und Musik-Produzent
- Eddie Hayes, US-amerikanischer Rapper, siehe Aceyalone
- Edgar Hayes (1904–1979), US-amerikanischer Pianist und Bandleader
- Edward Cary Hayes (1868–1928), US-amerikanischer Soziologe
- Ellen Hayes (1851–1930), US-amerikanische Mathematikerin, Astronomin und Hochschullehrerin
- Elton Hayes (1915–2001), britischer Sänger und Schauspieler
- Elvin Hayes (* 1945), US-amerikanischer Basketballspieler
- Emma Hayes (* 1976), britische Fußballtrainerin
- Eoin Hayes (* 1987), irischer Politiker
- Eriah Hayes (* 1988), US-amerikanischer Eishockeyspieler
- Erinn Hayes (* 1976), US-amerikanische Schauspielerin
- Evan Hayes (* 1978), US-amerikanischer Filmproduzent
- Everis A. Hayes (1855–1942), US-amerikanischer Politiker

### F
- Francis Mahon Hayes (1930–2011), irischer Diplomat
- Frank Hayes (Schauspieler) (1871–1923), US-amerikanischer Schauspieler
- Frank Hayes (Jockey) (1901–1923), irisch-amerikanischer Jockey
- Frank Hayes (Cricketspieler) (* 1946), englischer Cricketspieler
- Frank J. Hayes (1882–1948), US-amerikanischer Politiker und Gewerkschaftsfunktionär

### G
- Gemma Hayes (* 1977), irische Musikerin
- George Hayes (Schauspieler) (Gabby Hayes; 1885–1969), US-amerikanischer Schauspieler
- George Hayes (Schiedsrichter) (1914–1987), kanadischer Eishockeyschiedsrichter
- Gerry Hayes (1934–2020), deutsch-amerikanischer Musiker
- Gregory J. Hayes, US-amerikanischer Manager

### H
- Hana Hayes (* 1999), US-amerikanische Schauspielerin
- Helen Hayes (1900–1993), US-amerikanische Schauspielerin
- Herbert Hayes (1884–1972), US-amerikanischer Agrarwissenschaftler
- Hunter Hayes (* 1991), US-amerikanischer Countrysänger

### I
- Ira Hayes (1923–1955), US-amerikanischer Pima-Indianer und Soldat
- Isaac Hayes (1942–2008), US-amerikanischer Musiker
- Isaac Israel Hayes (1832–1881), US-amerikanischer Arzt und Polarforscher

### J
- Jack Hayes (1919–2011), US-amerikanischer Filmkomponist
- Jahana Hayes (* 1973), US-amerikanische Lehrerin und Politikerin der Demokratischen Partei
- Jake Doyle-Hayes (* 1998), irischer Fußballspieler
- James Hayes (Schauspieler) (* 1963), britischer Schauspieler
- James A. Hayes (1921–2000), US-amerikanischer Politiker
- James W. Hayes (8. November 1930 – 6. Juli 2023), Hongkonger Historiker und Beamter
- James Hayes (Sekretär von Prinz Rupert) (1637–1694), englischer Politiker, Sekretär von Prinz Rupert und erster Vizegouverneur der Hudson’s Bay Company
- James Martin Hayes (1924–2016), kanadischer Geistlicher, Erzbischof von Halifax
- Jarlath Hayes (1924–2001), irischer Typograph und Grafikdesigner
- Jaxson Hayes (* 2000), US-amerikanischer Basketballspieler
- Jay Hayes (* 1957), kanadischer Springreiter
- Jeff Hayes (* 1989), kanadischer Eishockeyspieler
- Jernail Hayes (* 1988), US-amerikanische Leichtathletin
- Jimmy Hayes (Politiker) (* 1946), US-amerikanischer Politiker
- Jimmy Hayes (Eishockeyspieler) (1989–2021), US-amerikanischer Eishockeyspieler
- Joanna Hayes (* 1976), US-amerikanische Leichtathletin
- John Hayes (Politiker, 1643) (1643–1705), englischer Politiker
- John Hayes (Politiker, † 1706) († 1706), irischer Politiker
- John Hayes (Admiral) (1767/1775–1838), britischer Admiral
- John Hayes (Politiker, 1868) (1868–1956), australischer Politiker
- John Hayes (Marathonläufer) (1886–1965), US-amerikanischer Leichtathlet
- John Hayes (Regisseur) (1930–2000), US-amerikanischer Regisseur
- John Hayes (Rugbyspieler, 1939) (* 1939), australischer Rugby-League-Spieler
- John Hayes (Politiker, 1948) (* 1948), neuseeländischer Politiker
- John Hayes (Tennisspieler) (* 1955), US-amerikanischer Tennisspieler
- John Hayes (Politiker, 1958) (* 1958), britischer Politiker (Conservative Party)
- John Hayes (Rugbyspieler, 1973) (* 1973), irischer Rugby-Union-Spieler
- John Hayes (Fußballspieler) (* 1984), irischer Fußballspieler
- John B. Hayes (1924–2001), US-amerikanischer Admiral
- John Daniel Hayes (1902–1991), US-amerikanischer Admiral und Marinehistoriker
- John F. Hayes (1919–2010), US-amerikanischer Politiker
- John Henry Hayes, britischer Politiker
- John L. Hayes (1812–1887), US-amerikanischer Jurist und Manager
- John M. Hayes (1940–2017), US-amerikanischer Geochemiker
- John Michael Hayes (1919–2008), US-amerikanischer Drehbuchautor
- John Osler Chattock Hayes (1913–1998), britischer Admiral
- John P. Hayes (John Patrick Hayes; * 1944), irisch-amerikanischer Informatiker
- John Patrick Hayes (1930–2000), US-amerikanischer Regisseur und Produzent
- John W. Hayes (1938–2024), britischer Archäologe
- Jonny Hayes (* 1987), irischer Fußballspieler
- Jordan Hayes (* 1987), kanadische Schauspielerin
- Joseph Hayes (General) (1835–1912), US-amerikanischer Brigadegeneral
- Joseph Hayes (Autor) (1918–2006), US-amerikanischer Schriftsteller
- Josh Hayes (* 1975), US-amerikanischer Motorradrennfahrer

### K
- Kevin Hayes (* 1992), US-amerikanischer Eishockeyspieler
- Killian Hayes (* 2001), französisch-US-amerikanischer Basketballspieler

### L
- Lester Hayes III (* 1993), puerto-ricanischer Fußballspieler
- Louis Hayes (* 1937), US-amerikanischer Schlagzeuger
- Lucy Hayes (1831–1889), US-amerikanische First Lady

### M
- Margaret Hayes (1916–1977), US-amerikanische Schauspielerin
- Margo Hayes (* 1998), US-amerikanische Sportkletterin
- Martin Hayes (Bischof) (* 1959), irischer Geistlicher und römisch-katholischer Bischof von Kilmore
- Martin Hayes (Musiker) (* 1961), irischer Musiker
- Martin Hayes (Fußballspieler) (* 1966), englischer Fußballspieler
- Maya Hayes (* 1992), US-amerikanische Fußballspielerin
- Michael Hayes (Politiker) (1889–1976), irischer Politiker
- Michael Hayes (Regisseur) (1927–2014), britischer Regisseur und Schauspieler
- Michael Hayes (Wrestler) (* 1959), amerikanischer Wrestler
- Michelle Hayes (* 1973), britische Duathletin und Triathletin

### N
- Nevada Stoody Hayes (1885–1941), US-amerikanische Ehefrau von Alfons Heinrich von Portugal
- Neville Hayes (1943–2022), australischer Schwimmer
- Nevin William Hayes (1922–1988), US-amerikanischer römisch-katholischer Ordensgeistlicher, Weihbischof in Chicago
- Nicole Hayes (* 1984), palauische Schwimmerin

### P
- Patricia Hayes (1909–1998), britische Komikerin und Schauspielerin
- Pat Hayes (* 1944), britischer Informatiker
- Patrick Austin Hayes (* 1951), US-amerikanischer Ruderer und Olympiateilnehmer
- Patrick Joseph Hayes (1867–1938), US-amerikanischer Geistlicher, Erzbischof von New York
- Pete Hayes († 2012), US-amerikanischer Schlagzeuger
- Peter Hayes (Historiker) (* 1946), US-amerikanischer Historiker
- Peter Hayes, US-amerikanischer Musiker, Mitglied der Band Black Rebel Motorcycle Club
- Phil Hayes (* 1966), britischer Schauspieler und Musiker
- Philip Hayes (Komponist) (1738–1797), englischer Komponist
- Philip C. Hayes (1833–1916), US-amerikanischer Politiker
- Philip H. Hayes (1940–2023), US-amerikanischer Politiker

### Q
- Quanera Hayes (* 1992), US-amerikanische Leichtathletin

### R
- Raphael Hayes (1915–2010), US-amerikanischer Drehbuchautor
- Robin Hayes (* 1945), US-amerikanischer Politiker
- Roland Hayes (1887–1977), US-amerikanischer Sänger (Tenor)
- Ronald Chetwynd-Hayes (1919–2001), britischer Schriftsteller
- Rutherford B. Hayes (1822–1893), US-amerikanischer Politiker, Präsident 1877 bis 1881

### S
- Sean Hayes (* 1970), US-amerikanischer Schauspieler
- Sharon Hayes (* 1970), US-amerikanische Künstlerin
- Simon Hayes, britischer Toningenieur
- Siobhan Hayes (* 1975), britische Schauspielerin
- Stephen K. Hayes (* 1949), US-amerikanischer Kampfsportler
- Steven C. Hayes (* 1948), US-amerikanischer Psychologe
- Stuart Hayes (* 1979), britischer Triathlet
- Sydney Hayes (1891–1944), britischer Lacrossespieler

### T
- T. Frank Hayes (1883–1965), US-amerikanischer Politiker
- Tamsyn Hayes (* 1985), neuseeländische Triathletin
- Taylor Hayes (* 1975), US-amerikanische Pornodarstellerin
- Terry Hayes (Drehbuchautor) (* 1951), britischer Drehbuchautor und Produzent
- Terry Hayes (Politikerin) (Teresea M. Hayes), US-amerikanische Politikerin
- Terry Hayes (Fechterin), US-amerikanische Para-Fechterin
- Thomas L. Hayes (1926–1987), US-amerikanischer Politiker
- Thomas Hayes (Schauspieler) (* 1997), britisch-norwegischer Schauspieler und Musikproduzent
- Tiffany Hayes (* 1989), US-amerikanisch-aserbaidschanische Basketballspielerin
- Tom Hayes (Politiker, 1890) (1890–1967), australischer Politiker (Labor Party)
- Tom Hayes (Filmproduzent) (1926–2008), irischer Filmproduzent, Filmregisseur und Drehbuchautor
- Tom Hayes (Footballspieler) (* 1946), US-amerikanischer American-Football-Spieler
- Tom Hayes (Politiker, 1952) (* 1952), irischer Politiker (Fine Gael)
- Trevor Hayes, kanadischer Theater- und Filmschauspieler sowie Synchronsprecher.
- Tubby Hayes (1935–1973), britischer Jazzmusiker

### V
- Vic Hayes (* 1941), niederländischer Elektrotechniker
- Vince Hayes (1879–1964), englischer Fußballspieler und -trainer

### W
- Wade Hayes (* 1969), US-amerikanischer Countrysänger
- Walker Hayes (* 1979), US-amerikanischer Countrysänger
- Walter Hayes (Journalist) (1924–2000), britischer Journalist und Manager
- Walter I. Hayes (1841–1901), US-amerikanischer Politiker
- Wendy Hayes (1938–1997), australische Sprinterin und Hürdenläuferin
- Will Hayes (Footballspieler) (* 1995), australischer Footballspieler
- Will Hayes (Cellist), US-amerikanischer Cellist und Musikpädagoge
- William Hayes (Komponist) (1708–1777), englischer Komponist und Organist
- William Hayes (Kapitän) (um 1828–1877), US-amerikanischer Kapitän
- William Hayes (Genetiker) (1913–1994), irischer Mediziner, Genetiker und Mikrobiologe
- William Hayes (Footballspieler) (* 1985), US-amerikanischer American-Football-Spieler
- William Hayes (Rallyebeifahrer), australischer Rallye-Navigator
- William C. Hayes (1903–1963), US-amerikanischer Ägyptologe
- Woody Hayes (1913–1987), US-amerikanischer American-Football-Spieler und -Trainer